# Kaolack
Kaolack [kaɔˈlak] (Kawlax in Wolof) ist mit knapp 300.000 Einwohnern eine Großstadt im zentralen Westen Senegals. Sie ist Präfektur des Départements Kaolack in der Region Kaolack. Sie gewann Bedeutung als Wirtschafts- und Handelszentrum des Erdnussbeckens.

## Geographische Lage
Kaolack liegt im Norden der Region Kaolack, 161 Kilometer südöstlich von Dakar. Die benachbarten Regionalpräfekturen Fatick im Nordwesten und Kaffrine im Osten sind 43 bzw. 57 Kilometer entfernt.
Kaolack liegt am nördlichen rechten Ufer des Saloum, der von seiner Mündung in den Atlantik 78 Kilometer westlich der Stadt bis 28 Kilometer östlich von ihr unter dem Einfluss der Gezeiten steht. Diese haben das mäandrierende Flussbett ausgewaschen und eine viele hundert Meter breite periodisch überschwemmte amphibische Uferzone mit vielen Inseln und Flussarmen geschaffen.
Die Lage von Kaolack zeichnet sich dadurch aus, dass einerseits der Saloum bis hierher für Seeschiffe schiffbar ist und sich andererseits die überschwemmungssicheren Hochufer des Saloum bis auf 2000 Meter annähern und somit einen letzten Brückenschlag vor der Mündung erleichtert haben.

## Klima

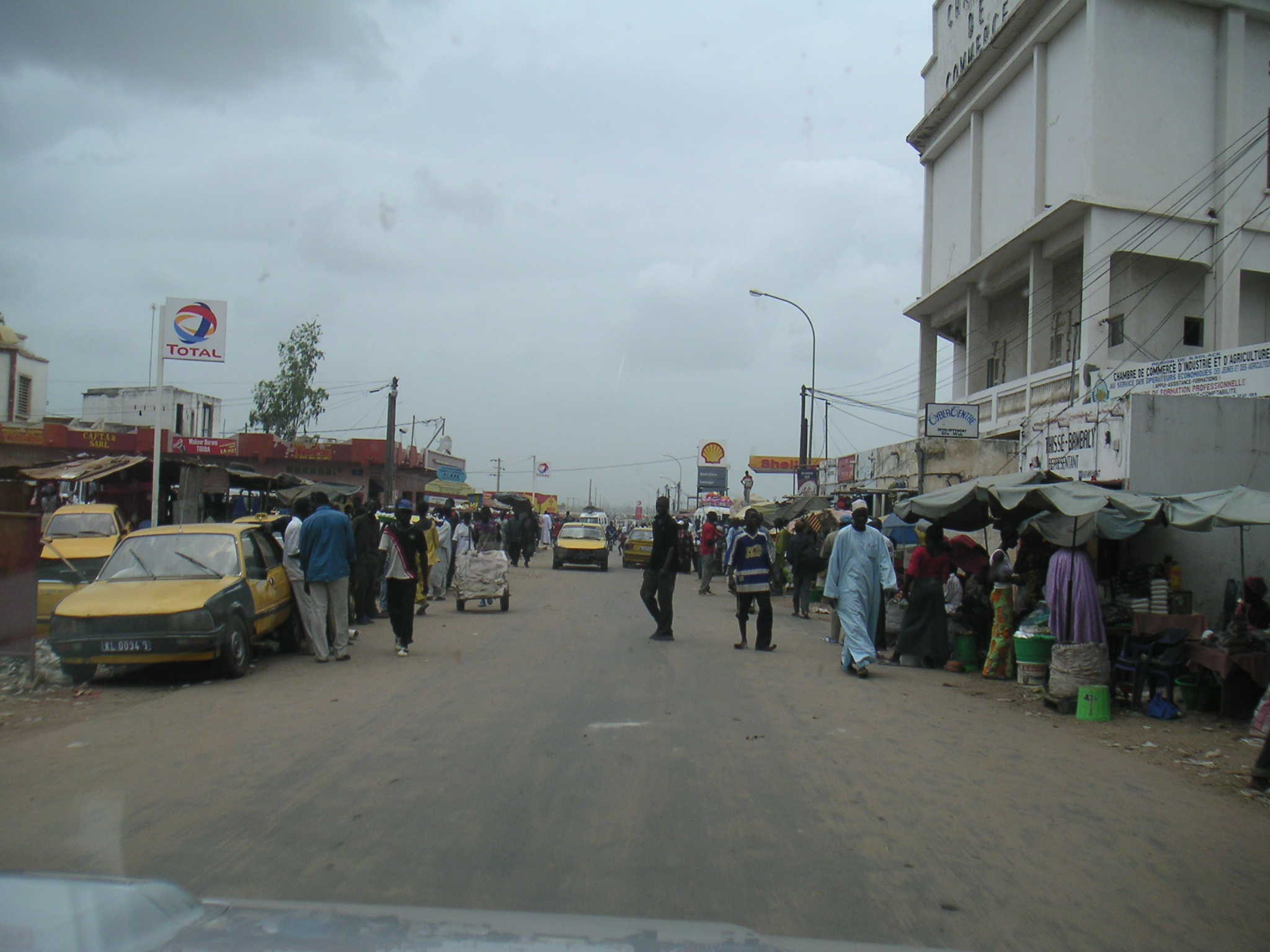
Straßenszene, rechts das Gebäude der Handelskammer

|                       | Jan  | Feb  | Mär  | Apr  | Mai  | Jun  | Jul  | Aug  | Sep  | Okt  | Nov  | Dez  |   |      |
| Mittl. Tagesmax. (°C) | 34,1 | 36,0 | 38,8 | 39,6 | 38,9 | 36,2 | 33,1 | 31,7 | 32,5 | 34,3 | 36,2 | 33,6 | ⌀ | 35,4 |
| Mittl. Tagesmin. (°C) | 15,8 | 17,2 | 18,3 | 19,2 | 21,5 | 23,3 | 24,0 | 23,6 | 23,3 | 23,1 | 20,0 | 16,4 | ⌀ | 20,5 |
|                       |      |      |      |      |      |      |      |      |      |      |      |      |   |      |
| Niederschlag (mm)     | 0    | 0    | 0    | 0    | 8    | 61   | 160  | 295  | 201  | 64   | 4    | 3    | Σ | 796  |
|                       |      |      |      |      |      |      |      |      |      |      |      |      |   |      |
| Sonnenstunden (h/d)   | 8,4  | 9,1  | 9,5  | 9,9  | 9,6  | 8,6  | 8,0  | 7,5  | 7,6  | 8,4  | 8,5  | 7,5  | ⌀ | 8,5  |
|                       |      |      |      |      |      |      |      |      |      |      |      |      |   |      |
| Regentage (d)         | 0    | 0    | 0    | 0    | 0    | 3    | 8    | 12   | 11   | 3    | 0    | 0    | Σ | 37   |
|                       |      |      |      |      |      |      |      |      |      |      |      |      |   |      |
| Luftfeuchtigkeit (%)  | 36   | 36   | 38   | 41   | 50   | 64   | 73   | 79   | 80   | 70   | 50   | 39   | ⌀ | 54,8 |

| 15,8 |

| 17,2 |

| 18,3 |

| 19,2 |

| 21,5 |

| 23,3 |

| 24,0 |

| 23,6 |

| 23,3 |

| 23,1 |

| 20,0 |

| 16,4 |

| 15,8 |

| 17,2 |

| 18,3 |

| 19,2 |

| 21,5 |

| 23,3 |

| 24,0 |

| 23,6 |

| 23,3 |

| 23,1 |

| 20,0 |

| 16,4 |

## Geschichte
Kaolack entstand unweit von Kahone, der Hauptstadt des traditionellen Königreiches von Saloum. Kahone war im frühen 16. Jahrhundert ein zentraler Marktplatz, der um einen heiligen Baum herum entstand. Im 17. und 18. Jahrhundert bestand der Ort aus einer Reihe von verschiedenen Nachbarstämmen, die um sich herum weites, offenes Feld hatten. Die langsam wachsende Bevölkerung wurde zunehmend muslimisch und die traditionelle Religion, die ihre Riten auf der gegenüberliegenden Insel Kouyong abhielt, verschwand.
Im frühen 19. Jahrhundert nahm der französische Einfluss auf die Gegend am Saloum-Fluss zu, als es darum ging, Handelsgüter zu finden, die den traditionellen Sklavenhandel ersetzen konnten. Seit Mitte des 19. Jahrhunderts wurde so im Saloum-Reich die Erdnuss-Produktion etabliert. Die Landschaft um Kaolack entwickelte sich nach und nach zu dem Erdnussbecken Senegals und die Stadt wurde der bevorzugte Standort für die Verarbeitung und Verschiffung von Erdnüssen und Erdnusserzeugnissen. So begann die Kolonialmacht hier entsprechende Anlagen zu errichten.
Kaolack erlangte im Jahr 1917 zugleich mit Foundiougne und Fatick den Status einer städtischen Gemeinde (commune). Die um 1911 herum gebaute Stichstrecke vom Hafen zur Bahnstrecke Dakar–Niger gab der Stadt einen Wachstumsschub: 1925 waren es noch 5.600, neun Jahre später bereits 44.000 Einwohner. Im Jahr 1960 wurde Kaolack Hauptstadt von Sine-Saloum, einer der ursprünglich sieben Regionen in der Verwaltungsgliederung Senegals. Als die Region Sine-Saloum 1984 geteilt wurde, wurde der größere Ostteil, der Kaolack und Kaffrine umfasste, zur Region Kaolack.

## Religion
Um die Jahrhundertwende des 20. Jahrhunderts wurde Kaolack ein wichtiges Zentrum des Tidschaniya-Ordens und seit 1910 mit einer großen Außenstelle (Ribat) Leona. Medina Mbàbba (Médina Mbaba auf Französisch) auch „Medina I“ genannt, ist nach Baabakar Njaay benannt, dessen Spitzname „Mbàbba Njaay“ war. Er war Serer-Vorsteher des Dorfes, als dieses zu Kaolack eingemeindet wurde. Ein zweites Ribat öffnete in den frühen 1930ern in Medina Baye. Medina Baay (Médina Base auf Französisch), auch „Medina II“ genannt liegt im Nordosten der Stadt. Dieser Tidschani-Orden wurde von Allaaji Abdulaay Ñas's Sohn, Ibrahim Baye Niass, gegründet. Seine Anhängerschaft versteht unter dem Wort „Baay“ „Vater“ (in Wolof). Im arabischen versteht man darunter „Die Stadt Baay“. Die Glaubensgemeinschaft von Medina Baye ist mittlerweile eine internationale Institution mit Dependancen in vielen Städten wie beispielsweise in Kano, Nigeria und Chicago, Illinois.
Kaolack ist Sitz des 1965 geschaffenen Bistums Kaolack.

## Bevölkerung
Die letzten Volkszählungen ergaben für die Stadt jeweils folgende Einwohnerzahlen:
| Jahr | Einwohner |
| ---- | --------- |
| 1988 | 150.961   |
| 2002 | 172.305   |
| 2013 | 233.708   |
| 2023 | 298.904   |

## Städtepartnerschaften
Es gibt internationale kommunale Beziehungen zu
- Mérignac, Frankreich
- Aosta, Italien
- Memphis (Tennessee), USA[4]

In den 1960er und 1970er Jahren gab es eine Städtepartnerschaft zwischen Kaolack und der deutschen Stadt Gelsenkirchen.

## Wirtschaft und Verkehr
Kaolack ist das Zentrum der senegalesischen Erdnussindustrie und ein wichtiger Handelsplatz. Das gewonnene Erdnussöl wird zu 90 % exportiert. In einer Lagune direkt gegenüber dem Stadtzentrum wird in Salzpfannen, die ein Gebiet von mehr als 10 Quadratkilometer einnehmen, Salzgewinnung betrieben mit einer eigenen Anlage zur Verschiffung. Salzhandel hat für die Stadt eine große wirtschaftliche Bedeutung.
Der marché central de Kaolack nimmt im Stadtzentrum eine mehrere Straßenblocks umfassende Fläche von über drei Hektar ein, auf der sich unter freiem Himmel über 800 Marktstände dauerhaft dicht an dicht drängen. Unter der Vielzahl der angebotenen einheimischen Produkte finden sich etwa auch Messingwaren, Heilkräuter und traditionelle Musikinstrumente. Ein Brand im August 2020 hat mehr als 83 Marktstände zerstört und mehrere Todesopfer gefordert. Die Feuerwehr konnte den Brand erst nach vier Stunden eindämmen und löschen. Sie mahnte die Installation einer Brandmeldeanlage für den Zentralmarkt an, da die Gefahr bestehe, dass weitere Brände noch größeren Schaden anrichten könnten. Die Hauptschwierigkeiten bei der Brandbekämpfung seien die Unzugänglichkeit des Marktgeländes und die Nichtbeachtung der Baunormen gewesen. Die Feuerwehren von Gossas, Kaffrine, Nioro du Rip und Fatick beteiligten sich an den Löscharbeiten; es waren sechs Löschfahrzeuge im Einsatz. Nach dem Brand erinnerte Aminata Touré an den Plan von Staatspräsident Macky Sall, den Markt in Kaolack zu modernisieren. Der Bau eines großen, modernen Marktes von subregionaler Dimension wäre ein großer wirtschaftlicher Fortschritt für die Stadt Kaolack und eine große Erleichterung für die Händler in unserer Stadt, sagte sie. Geändert hat sich außer dem Wiederaufbau der Stände an der Infrastruktur nicht viel, denn im September 2024 machten schwere Regenfälle den Zentralmarkt unpassierbar, dessen Entwässerungskanalisation nicht funktionierte. Regenwasser bedeckte die Gehwege des Marktes, vermischte sich mit Müll und erzeugte Gestank.
Im Straßenverkehr ist Kaolack wichtiger Verkehrsknotenpunkt. Die Nationalstraße N 1, die von Dakar im Westen nach Tambacounda und weiter über die malische Grenze nach Kayes führt, führt durch das Stadtzentrum. Hier ist sie verknüpft mit der N 4, die mit einem Damm und einer Brücke von zusammen fast zwei Kilometer Länge den Saloum überquert und über die gambische Transitstrecke des Trans-Gambia Highway in die Casamance nach Ziguinchor führt.
Während die Stichstrecke der Bahnstrecke Dakar–Niger zum Hafen nicht mehr existiert und zu einer Hauptverkehrsachse im städtischen Straßenverkehr umgebaut wurde, besteht der Hafen selbst hauptsächlich aus Lagerhallen und anderen Gewerbebauten entlang einer 600 Meter langen Kaimauer am Nordufer des Saloum, westlich des Stadtzentrums gelegen.
Eingeengt zwischen den Außenbezirken der Städte Kaolack und Kahone liegt der Flugplatz Kaolack an der N1 zweieinhalb Kilometer östlich des Stadtzentrums.

## Umwelt
Kaolack genoss im Jahr 2007 den zweifelhaften Ruf als eine der schmutzigsten Städte Afrikas: Auf den Straßen blieb der Müll oft liegen und eine geregelte Müllentsorgung befand sich erst im Aufbau. Abwasserkanäle waren überwiegend verstopft oder kaum mehr existent, das darin stehende Brackwasser war eine starke Infektionsquelle für Malaria und Cholera Verschmutzung; die Trinkwasserversorgung hatte sich jedoch deutlich verbessert. Die Arbeitslosigkeit war extrem hoch. Die Stadt war umgeben von einem blauen Ring dunstigen Abfallgestankes, der von den sie umgebenden Mülldeponien herrührte. Insbesondere während der heißen und feuchten Monate der Regenzeit war die Situation für Mensch und Tier schwer erträglich. Epidemien wie Malaria, Gelbfieber und Cholera brachen fast jährlich aus. Erst wenige Jahre zuvor ging von hier eine Lepra-Welle aus, der viele Menschen zum Opfer fielen. In Stadtvierteln wie zum Beispiel Léona (seneganesisch: Lewna) herrschten schlimmste Umweltzustände. Nur in den westlichen Stadtteilen war die Situation ein wenig besser.

## Söhne und Töchter der Stadt
- Ibrahim Baye Niass (1900–1975), Tidschani-Marabout
- Kéba Mbaye (1924–2007), Jurist und Sportfunktionär
- Amadou Lamine Sall (* 1951), Dichter
- Abdou Aziz Sow (* 1953), Politiker
- Jean-Aimé Toupane (* 1958), Basketballspieler und -trainer
- Amy Mbacké Thiam (* 1976), Sprinterin
- Amadou M’Bodji (* 1984), Fußballspieler
- Papa Diop (* 1986), Fußballspieler
- Papy Djilobodji (* 1988), Fußballspieler
- Mamadou Soumaré (* 1992), malischer Schwimmer
- Sokhna Lacoste (* 2000), französische Sprinterin